# Поза (телесеріал)
«Поза» (англ. Pose, стилізовано як POSE) — американський драматичний музичний телесеріал, створений Раяном Мерфі, Бредом Фелчаком і Стівеном Кенелсом. Прем'єра телешоу відбулася 3 червня 2018 року на каналі FX. У головних ролях — ЕмДжей Родрігес, Домінік Джексон, Індія Мур, Енджел Бісмарк Куріел, Біллі Портер та інші актори.
Дія серіалу відбувається наприкінці 1980-х років у Нью-Йорку і розповідає суттєві соціальні та культурні зміни в Америці того часу.
Перший сезон «Пози» здобув кілька престижних нагород та номінацій, включаючи «Золотий глобус»; Біллі Портер — перший темношкірий ґей, який здобув за свою роль «Золотий глобу» і «Еммі».
Другий сезон стартував 11 червня 2019 року, тоді ж телеканал FX продовжив «Позу» на третій сезон, який запланований на 2021 рік.